# Радивојце
Радивојце (алб. Radivojc/Ujmiri) је насеље у општини Витина, Косово и Метохија, Република Србија.

## Становништво
| Демографија | Демографија | Демографија |
| Година      | Становника  | Становника  |
| ----------- | ----------- | ----------- |
| 1961.       | 807         |             |
| 1971.       | 828         |             |
| 1981.       | 1.102       |             |
| 1991.       | 1.307       |             |